# Mbilia Bel
Pour les articles homonymes, voir Bel (homonymie), Mboyo et Moseka.
Mbilia Bel, née Marie-Claire Mboyo Moseka le 10 janvier 1956 au Congo belge, est une chanteuse congolaise de la rumba,.

## Biographie

### Naissance
Marie-Claire Mboyo Moseka, dit Mbilia Bel est une chanteuse de la République démocratique du Congo née à Kinshasa  le 30 août 1959. Son père Mbala Mbondi, dit « Louis XIV », était un danseur de charanga à Bumba, dans la province de la Mongala et sa mère s'appelait Mboyo Mbilia.

## Carrière

### Débuts
À l'âge de 10 ans, Mbilia Bel était déjà passionnée par la musique. Lors d'une interview à résidence, elle déclare que c'est la togolaise Bella Bellow en tournée au Zaïre en 1969, qui l'avait marqué par sa voix et lui avait donné envie de devenir une star de la musique africaine. 
En 1976, alors qu'elle est âgée d'à peine 17 ans, Mbilia Bel entend un communiqué radiodiffusé annonçant que la chanteuse Abeti Masikini recherche des choristes pour son groupe. Elle saute sur l'occasion, étant déjà choriste à la paroisse catholique du quartier 12 de la commune de Ndjili. Après une audition, elle est engagée au sein du groupe de la chanteuse. Deux ans après, des danseuses quittent en masse l'orchestre d'Abeti Masikini, laissant ainsi un grand vide à combler. Abeti Masikini découvre ainsi Mbilia, qui abandonne le micro en faveur de la chorégraphie. Elle s'y prend tellement bien qu'Abeti Masikini fait d'elle la danseuse principale. Quelques mois plus tard, Mbilia Bel quitte « les Redoutables » d'Abeti Masikini et décide de ne plus rien faire pendant une année .
En 1979, Abeti Masikini se souvient de Mbilia Bel, et va la chercher en personne à Ndjili chez ses parents. Mbilia Bel regagne « les Redoutables » et reprend sa place de danseuse principale. En 1980, elle pense reprendre ses études et s'inscrit dans une école à la Gombe  pour une formation en secrétariat de direction. Au milieu de l'année 1981, le chanteur Sam Mangwana lui propose d'accompagner l'orchestre Bo-Bongo pour quelques concerts, proposition qu'elle accepte. Au cours d'une tournée au Shaba dans l'ancienne province du Katanga, Mbilia Bel s'estime cependant flouée et décide de mettre fin à carrière musicale .

### Mbilia Bel chez Afriza
Michel Sax, saxophoniste de l'Afriza de Tabu Ley Rochereau, lui propose alors de remplacer les « Yondo Sisters », deux sœurs danseuses et chanteuses qui viennent de quitter le groupe.
Rochereau l'accueille à bras ouverts après une audition en chant et en danse. C'est lui qui lui donnera le surnom de « Mbilia Bel ».

### Renommée
Sa première chanson avec Afrisa, sortie au début de 1982, est Mpeve Ya Longo (ce qui signifie « Esprit saint » en kikongo), une chanson sur la violence conjugale.
Avec Eswi Yo Wapi, sortie en 1983, c'est le début du succès. La chanson remporte le prix de la meilleure chanson de l'année 1983 au Zaïre, et Mbilia Bel remporte le prix du meilleur nouvel artiste. Elle participe aussi à plusieurs autres chansons cette année-là, comme Lisanga ya Bambanda de Tabu Ley, Faux pas et Quelle méchanceté de Dino Vangu.
Vers le milieu des années 1980, Mbilia Bel épouse Tabu Ley. Parmi elles, Mobali na ngai wana, chanson composée par Tabu Ley et Roger Izeidi, est une adaptation d'un chant traditionnel en kikongo. Dans la chanson, Mbilia Bel fait l'éloge de son mari, et insiste sur le fait que, même s'il a la possibilité de choisir l'une des plus belles femmes de Kinshasa, il l'a choisie. D'autres chansons remportent un grand succès, comme Balle à terre et Bameli soja.
En 1987, Tabu Ley recrute, pour accompagner Mbilia Bel, une autre artiste féminine, Kishila Ngoyi, également connue sous le nom de Faya Tess. C'est avec cette nouvelle gamme qu'Afrisa entreprend une tournée en Afrique de l'Est, au Kenya, en Tanzanie et au Rwanda. À leur retour à Kinshasa, des rumeurs commencent sur un désaccord entre Tabu Ley et Mbilia Bel : apparemment, Mbilia Bel n'a pas été trop heureuse de l'émergence de Faya Tess. Tous deux nient publiquement avoir de problèmes.

### Départ du groupe Afrisa International
La naissance de sa fille Melody Tania Tabu, issue de son union avec Tabu Ley, incite la chanteuse à prendre une pause dans son activité scénique. Après un dernier album avec Tabu Ley en 1987, M'bilia Bel quitte le groupe et rejoint brièvement un producteur gabonais à Libreville, avant de partir pour Paris où elle accompagne le guitariste Rigo Star Bamundele. Les versions ultérieures, Yalowa "Ironie", "Benedicta" et Désolé, rencontrent un succès limité.
En 2001, elle sort un opus intitulé " Welcome" sous la direction de Souzi Kaseya qui a connu un énorme succès en Afrique et Ailleurs, ce qui lui a valu un Kora en Afrique du Sud.
Suivi des albums  "Bellissimo"," the queen", "panthéon" "mobali ya bato" avec le concours lutumba simaro.
Entre 1989 et 1990, elle part en tournée aux États-Unis, au Royaume-Uni et en Afrique occidentale.
Plusieurs tournées au Canada, au Brésil, en Colombie devant 80 000 spectateurs colombiens et a été décoré" la Reine de Barakiya" par le Président Colombien.
De nos jours, elle ouvre à Kinshasa une école de formations des jeunes filles âgées de 18 à 22 ans dans plusieurs métiers,,.

## Discographie
- 1983 : Eswi Yo Wapi et Faux Pas
- 1984 : Loyenghe et Boya Ye
- 1985 : Keyna et Ba Gerants Ya Mabala/Paka Wewe
- 1986 : Beyanga
- 1987 : Contre ma Vvlonté
- 1988 : Phénomène (disc d'or)
- 1991 : Bameli Soy et Désolé
- 1993 : Ironie (avec Rigo star)
- 1997 :   Nalembi'Marakas d' or, Yalowa et Exploration
- 1999 : 8/10/Benedicta/8/10
- 2001 : Welcome (Kora 2002)
- 2003 : Boyaye
- 2004 : Belissimo
- 2010 : Nadina
- 2011 : The Queen
- 2013 : Panthéon
- 2014 : Royaume
- 2017 : Signature
- 2018 : Don de Dieu feat. Tshala Muana

## Clips (DVD et VHS)
- 1983 : Eswi Yo Wapi et Faux Pas
- 1984 : Loyenghe et Boya Ye
- 1985 : Keyna et Ba Gerants Ya Mabala/Paka Wewe
- 1986 : Beyanga
- 1987 : Contre ma volonté
- 1988 : Phénomène
- 1991 : Bameli Soy et Désolé
- 1993 : Ironie (avec Rigo Star)
- 1997 : Yalowa et Exploration
- 1999 : 8/10/Benedicta/8/10
- 2002 : Welcome
- 2003 : Boyaye
- 2004 : Belissimo
- 2011 : La Belle Époque Vol.1-2 (clips) et Queen
- 2013 : Panthéon
- 2014 : Royaume
- 2017 : Signature
- 2021 : Big Mama